# Пуассон, Филипп
Фили́пп Пуассо́н (фр. Philippe Poisson; 8 февраля 1682, Париж — 4 августа 1743) — французский актёр-комик и драматург, артист труппы «Комеди Франсез» (1700—1722; сосьетер c 1704). Старший брат писательницы мадам Гомес.

## Биография
Родился в актёрской семье, был сыном Поля Пуассона и внуком Ремона Пуассона. Дебютировал на сцене «Комеди Франсез» в 1700 году, некоторое время играл довольно успешно второстепенные роли и затем обратился к комедии, в которой достиг своих главных успехов. Пуассон покинул труппу вместе с отцом в декабре 1711 года, но вернулся обратно в 1715 году; окончательно ушёл со сцены в апреле 1722 года.
Написал восемь отличавшихся живостью пьес, из которых некоторые долго не сходили с репертуара. Критика его времени отмечала нетривиальность сюжетов его произведений и жизнерадостность и естественность диалогов, но вместе с тем и «отсутствие элегантности» в них.
Его произведения — театральные пьесы:
- «le Procureur arbitre» (1728),
- «l’Impromptu de campagne» (1733),
- «la Boite de Pandore» (1729),
- «Alcibiade» (1731),
- «le Réveil d’Épiménide» (1736),
- «le Mariage par lettres de change» (1735),
- «les Ruses d’amour» (1736),
- «l’Actrice nouvelle» — комедия так и не была поставлена на сцене из-за противодействия известной актрисы Адриенны Лекуврёр, которая усмотрела в ней сатиру на себя[6].

## Комментарии
1. ↑  В русской литературе об искусстве принята существовавшая с 1890-х годов и получившая развитие в 1950-е годы интерпретация, по которой на картине «Актёры Французского театра» Ватто изобразил актёров «Комеди Франсез» — участников постановок пьесы Данкура (Флорана Картона) «Три кузины». Согласно этому представлению, изображение молодого мужчины в берете на левой части картины является портретом Филиппа Пуассона, сыгравшего в «Трёх кузинах» роль Блеза.